# Paul Hamlyn
Paul Hamlyn, Baron Hamlyn (geboren: Paul Bertrand Wolfgang Hamburger; * 12. Februar 1926 in Berlin; † 31. August 2001 in London) war ein deutsch-britischer Publizist und Philanthrop. Er war der Bruder von Michael Hamburger.

## Leben
Paul Hamlyn wuchs in einer Berliner jüdischen Familie auf. Sein Vater Richard Hamburger war Kinderarzt und nichtbeamteter außerordentlicher Professor an der Berlin Universität. Nach dem Machtantritt der Nationalsozialisten wanderte die Familie 1933 nach Großbritannien aus. Sie lebte zunächst in Edinburgh und siedelte dann nach London über, wo der Vater eine Kinderarztpraxis eröffnete.
Als Paul Hamburger 14 Jahre alt war, verstarb sein Vater und er änderte seinen Familiennamen in „Hamlyn“. Im Zweiten Weltkrieg wurde er zum Hilfsdienst eingezogen und in einer Walliser Kohlenzeche eingesetzt.
Aus der ersten Ehe mit Eileen Watson gingen zwei Kinder, Michael und Jane, hervor. Im Jahr 1949 begann Hamlyn eine Karriere als Publizist und gründete im Jahr 1965 ein Musikplattenlabel sowie die Paul Hamlyn Group und die Octopus Publishing Group.
1970 heiratete Paul Hamlyn Helen Guest, die Paul Hamlyn überlebte. Im Jahr 1993 wurde er mit dem Order of the British Empire ausgezeichnet und wurde fünf Jahre später zum British Life Peer von Gloucestershire ernannt.
Am 23. Februar 1998 wurde er mit dem Titel Baron Hamlyn, of Edgeworth in the County of Gloucestershire, zum Life Peer erhoben.